# 윌슨도가머리박쥐
윌슨도가머리박쥐(Eumops wilsoni)는 큰귀박쥐과에 속하는 박쥐의 일종이다. 남아메리카에서 발견된다.

## 특징
머리부터 몸까지 길이가 126.8mm인 중형 크기의 박쥐이다. 어깨 길이는 58.2mm, 꼬리 길이는 46mm, 발 길이는 13.1mm이다. 귀 길이는 21.8mm, 몸무게는 최대 26.3g이다.